# شايدي
شادراش أديبوي فولاران (Shadrach Adeboye Folarin) و يعرف أكثر في الوسط الفني باسم شايدي (Shaydee) من مواليد 21 سبتمبر 1987.هو مغني و كاتب أغاني نيجيري.